# Bét-Seán
Bét-Seán (héber: בֵּית שְׁאָן, arab: بيسان) város Izrael északkeleti részén. A Jordán völgyében fekszik, a Kineret-tótól délre. Lakossága közel 17 ezer fő volt 2011-ben.

## Története
Régészeti feltárások alapján már a késő újkőkorszak, a Kr. e. 5. évezred elejétől kezdve lakott hely egészen a középkori keresztes háborúk végéig. Az archeológusok 18 települési réteget különböztettek meg.
Kr. e. 1500 körül, amikor az egyiptomi hadjáratok megtörték a hikszoszok kánaáni uralmát, Bét-Seán fontos egyiptomi katonai bázis lett. Míg más kánaáni városokban csak kisebb egyiptomi helyőrség működött, addig Bét-Seánból ellenőrizték az egyiptomi fennhatóság alatt álló egész kánaáni és föníciai területet. III. Thotmesz is említi egyiptomi szövegekben és az Amarna-levelekben. I. Széthi és II. Ramszesz feliratos sztéléi mutatják többek közt az egyiptomi haderő itteni jelenlétét.
Miután a tengeri népek támadását III. Ramszesz fáraó szétzúzta, egyes csoportjaik, így a filiszteusok a Kr. e. 12. század elején letelepedtek a tengerparton, majd mélyebbre is behatoltak az akkor már Izrael által elfoglalt és benépesített területre. A Biblia alapján Saul király idejében Bét-Seán is a filiszteusok kezében volt. Astarté istennőnek és Dágón istennek temploma volt itt és ide hozták a filiszteusok a gilboai csatában elesett Saul király díszes fegyverzetét és kitűzték Saul és fia, Jonathán testét a város falára. Később az Izraeli Királyság idejében Bét-Seán nem volt jelentős város.
Az asszír és babiloni hódítások utáni időben nem-zsidó lakosság telepedett le itt, egy kicsit távolabb az eredeti várostól. Ezt az új települést a hellenisztikus és a római korban Szküthopolisznak (ógörög Σκυθόπολις: Szkíta város) nevezték, valószínűleg az itt letelepített nagyszámú szkíta lovas miatt.
Szküthopolisz II. Ptolemaiosz egyiptomi uralkodó csapataitól, pontosabban a városban állomásozó szkíta lovasságtól örökölte nevét. Ezen szkíták (i. e. 3. század) azonban nem a királyi szkíták ivadékai voltak, hanem a közép-ázsiai szkítákat, azaz a szakákat képviselték.
Ez a város csatlakozott ahhoz a római fennhatóság alatt álló szövetséghez, amelyet a bibliai Újszövetség is Dekapolisznak, "Tíz-város"nak nevez.

## Népesség

### Népességének változása
| Lakosok száma | 1200 | 8000 | 12 800 | 11 300 | 13 400 | 13 100 | 15 038 | 16 000 | 16 900 | 18 200 |
|               | 1949 | 1956 | 1963   | 1972   | 1981   | 1988   | 1996   | 2004   | 2011   | 2018   |

## Fordítás
Ez a szócikk részben vagy egészben  a   Beit She'an című angol Wikipédia-szócikk fordításán alapul.  Az eredeti cikk szerkesztőit annak laptörténete sorolja fel. Ez a jelzés csupán a megfogalmazás eredetét és a szerzői jogokat jelzi, nem szolgál a cikkben szereplő információk forrásmegjelöléseként.